# Cap al meu nom
Cap al meu nom (originalment en italià, Nel mio nome) és un documental italià del 2022 dirigit per Nicolò Bassetti. S'ha subtitulat al català.
El documental es va presentar a la secció Panorama Documental del Festival de Cinema de Berlín 2022. La pel·lícula s'estrena als cinemes italians, amb la distribució de I Wonder Pictures, els dies 13, 14 i 15 de juny del mateix any. La pel·lícula, impulsada per l'actor i activista Elliot Page com a productor executiu, explica la infància i l'adolescència de quatre nois trans a través dels seus testimonis.

## Sinopsi
Nico, Andrea, Raffaele i Leo són quatre joves de diferents regions d'Itàlia, que tenen en comú haver iniciat la transició de gènere en diferents moments. Els quatre expliquen la seva infància i adolescència, i la seva consciència posterior. La seva història posa de manifest les dificultats i la discriminació a què encara estan sotmeses les persones transgènere.